# Каримово (станция)
Кари́мово — пассажирско-грузовая железнодорожная станция Ярославского региона Северной железной дороги, находящаяся в поселке Каримово Костромской области.

## Описание
Длина станционных путей 1100 метров, состоит из 4 путей, три пути из которых электрифицированы. С северной стороны разъезда начинается ответвление до старого вокзала Костромы (в Заволжском районе), принимавшего пассажирские поезда до постройки ж/д моста через Волгу. Сейчас ветка мало используется. На станции имеется боковая пассажирская платформа.

## Движение поездов

### Дальнее следование
По состоянию на май 2025 года через станцию курсируют следующие поезда дальнего следования:
| № поезда                         | Маршрут движения                 | № поезда                         | Маршрут движения                 |
| Круглогодичное обращение поездов | Круглогодичное обращение поездов | Круглогодичное обращение поездов | Круглогодичное обращение поездов |
| -------------------------------- | -------------------------------- | -------------------------------- | -------------------------------- |
| 147                              | Кострома — Москва                | 148                              | Москва — Кострома                |
| Сезонное обращение поездов       |                                  |                                  |                                  |
| 433                              | Кострома — Санкт-Петербург       | 434                              | Санкт-Петербург — Кострома       |

### Пригородное сообщение
| № поезда             | Маршрут движения                   |
| -------------------- | ---------------------------------- |
| 6403/6404            | Кострома-Новая — Ярославль-Главный |
| 6405/6406            | Ярославль-Главный — Кострома-Новая |
| 6409/6410            | Кострома-Новая — Ярославль-Главный |
| 6412                 | Нерехта — Кострома-Новая           |
| 6413/6414            | Ярославль (депо) — Кострома-Новая  |
| 6427/6428 (экспресс) | Кострома-Новая — Ярославль-Главный |
| 6429/6430 (экспресс) | Ярославль-Главный — Кострома-Новая |
| 6431/6432 (экспресс) | Кострома-Новая — Ярославль-Главный |